# Eduardo Mascarenhas
Eduardo Mascarenhas (Rio de Janeiro, 6 de julho de 1942 – Rio de Janeiro, 29 de abril de 1997) foi um médico, psicanalista e político brasileiro.

## Biografia
Nascido no Rio de Janeiro, formou-se em Medicina na Universidade Federal do Rio de Janeiro (UFRJ).
Famoso na década de 1980 pela participação em vários programas de TV, como o TV Mulher, Eduardo Mascarenhas sofreu por ter denunciado, junto com Hélio Pellegrino, a conivência do então presidente da Sociedade Brasileira de Psicanálise com Amílcar Lobo e com as torturas praticadas durante o regime militar, chegando a ser expulso daquela associação.
Foi casado com a atriz Christiane Torloni na mesma época. Escreveu três livros sobre assuntos relativos à psicanálise: Emoções (1986), Cartas a um Psicanalista (1986) e Alcoolismo, Drogas e Grupos Anônimos de Ajuda Mútua (1990). Manteve, também, até sua morte, colunas em revistas femininas, como Cláudia e Contigo!.
Filiou-se ao Partido Democrático Trabalhista (PDT) em 1989, pelo qual foi eleito deputado federal pelo estado do Rio de Janeiro em 1990, chegando a ser vice-líder da bancada do partido na Câmara. Mudou para o Partido da Social Democracia Brasileira (PSDB) em 1993, por onde foi reeleito deputado no ano seguinte. Não conseguiu terminar o segundo mandato, por ter falecido de câncer em 29 de abril de 1997, aos 54 anos.